# Catherine Booth (1858-1955)
Catherine Booth (Gateshead, 18 september 1858 - Newton Abbot, 9 mei 1955) was een Britse commissaris voor het Leger des Heils in Frankrijk en Zwitserland.

## Biografie
Catherine Booth was een dochter van William Booth, en van Catherine Mumford, die de oprichters waren van het Leger des Heils. In 1887 trouwde ze met Arthur Sidney Clibborn. Als jongere werkte ze mee aan de werken van het Leger des Heils in Londen. Vanaf maart 1881 was ze in Frankrijk actief. Aldaar kreeg ze, zowel uit spot als uit respect, de bijnaam Maréchale. Vanaf december 1882 kwam ze voornamelijk in Romandië op als avant-gardiste voor het Leger des Heils. Ze kreeg met sterke tegenstand te maken: bijeenkomsten werden verboden, er volgden arrestaties. In 1883 waren er processen in zowel Genève als Neuchâtel. Tot 1896, toen ze verhuisde naar Nederland, was ze net als haar echtgenoot commissaris voor het Leger des Heils in Frankrijk en Zwitserland, waar ze de meeste van haar haar tijd doorbracht. Verder schreef ze diverse pamfletten.